# Uhrsleben
Uhrsleben è una frazione tedesca di 476 abitanti del comune di Erxleben, situata nel land della Sassonia-Anhalt.
Fino al 31 dicembre 2009 ha costituito un comune autonomo.